# 英仏大陸棚事件

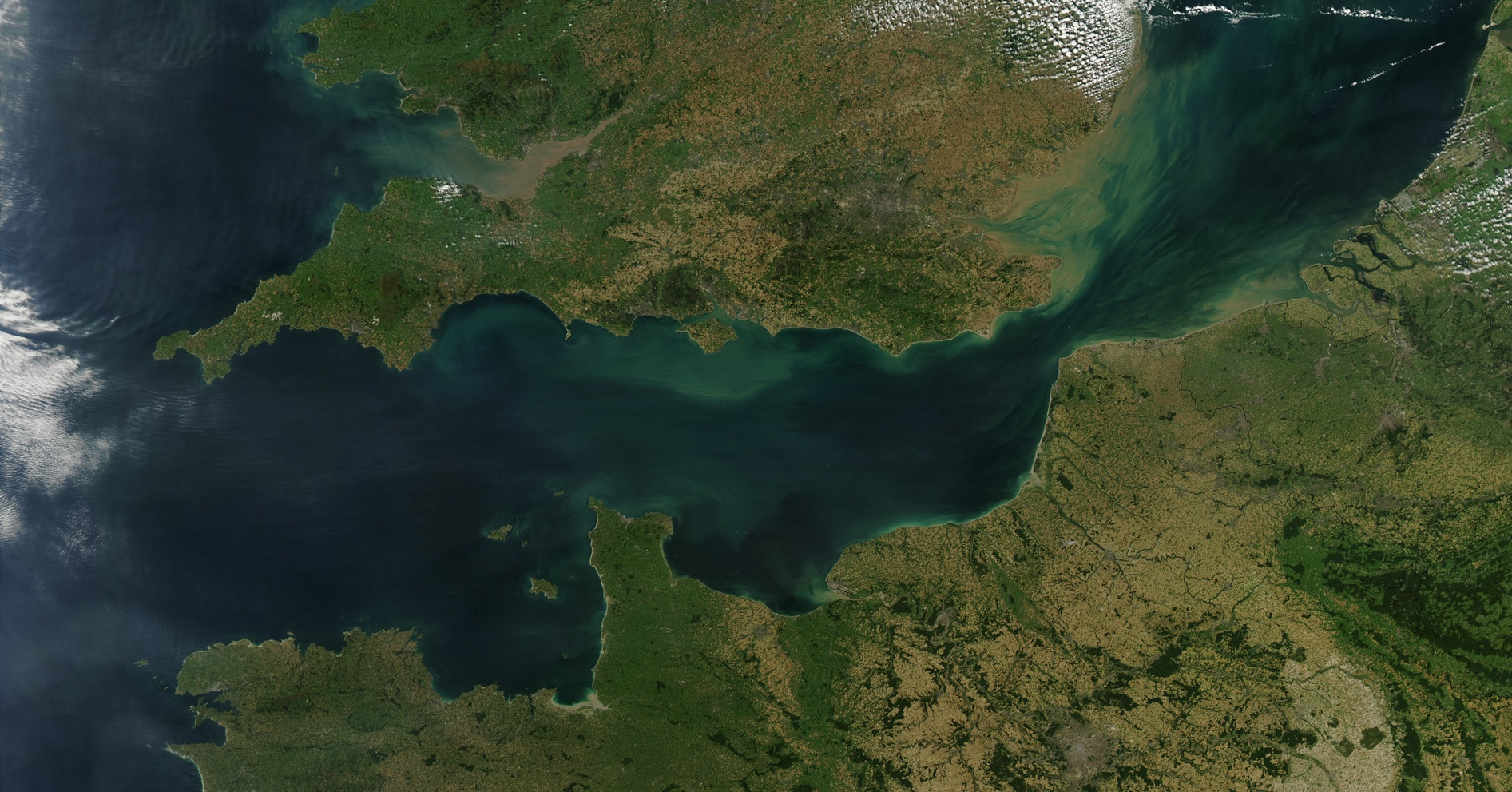
英仏間の海域の衛星写真。NASA撮影。

英仏大陸棚事件（えいふつたいりくだなじけん、英語: Case concerning the delimitation of continental shelf between the United Kingdom and the French Republic、フランス語: Affaire de la délimitation du plateau continental entre Royaume-Uni et République française）とは、英仏海峡、ドーバー海峡、大西洋におけるイギリスとフランスとの間の大陸棚の境界線をめぐり争われた国際紛争である。
両国は1975年7月10日、仲裁契約を締結して国際仲裁裁判所を設立し、1977年6月30日に仲裁裁判所は問題の海域における大陸棚の境界画定を行った。この境界画定は、まず両国の本土に中間線を引き、両国間に点在する島々を考慮して中間線に修正を加えたものであった。

## 経緯
大陸棚の境界画定について、1958年に採択された大陸棚条約第6条では以下のように規定された。
イギリスは1964年5月11日に、フランスは1965年6月14日に大陸棚条約を批准したが、フランスは同条約の批准に際して上記第6条に規定されるいわゆる等距離原則は、ビスケー湾などの海域には適用されないと留保を行っていた。以下にフランスの留保を引用する。
このフランスの宣言に対しイギリスは異議を申し立てたのである。1970年に両国は境界画定問題を解決すべく外交交渉を開始したが、この交渉では西経30度より西の海域については合意することができなかった。そこで両国はパリで首脳会談を行い、1975年7月10日にこの境界画定問題を仲裁裁判に付託することを定めた合意文書に署名した。
1969年の北海大陸棚事件国際司法裁判所判決では、上記大陸棚条約第6条に規定された等距離原則の規則は、大陸棚の境界画定に適用される唯一の原則ではなく同条約を批准していない国々にも適用される慣習国際法とはなっていない旨を判示し、大陸棚の境界画定は衡平原則に従い領土の自然の延長となる部分を各国にできるだけ多く割り当てる仕方で、合意によって行われるべきとされた。この北海大陸棚事件の後の1973年から行われた第3次国連海洋法会議では、大陸棚の境界画定は等距離・中間線によってなされるべきと主張する等距離原則派の国々と、等距離・中間線のみによって境界画定を行うと海岸の地形によっては不衡平な結果が生じうるため境界画定は衡平原則によって行うべきとする衡平原則派の国々とが激しく対立した。1983年に終了した第3次国連海洋法会議で採択された国連海洋法条約第83条第1項では結局等距離原則にも衡平原則にも言及しない形のものとなったが、英仏大陸棚事件はこの第3次国連海洋法会議が行われているさなかに争われたものである。

## 仲裁裁判
| 裁判長 Erik Castrén                | フィンランド   |
| Herbert Briggs                     | アメリカ合衆国 |
| Endre Ustor                        | ハンガリー     |
| Humphrey Waldock(イギリスが任命)   | イギリス       |
| Messrs Paul Reuter(フランスが任命) | フランス       |

イギリス=フランス間の合意によって仲裁裁判所に問われた付託事項は以下の通り。

### 両国の主張
- イギリスの主張

大陸棚条約は両国間に有効な条約であるため、等距離原則を定めた大陸棚条約が本件には適用され、同第6条が言うところの「特別な事情」がもし存在するのならばフランス側がその存在を立証する責任がある。
- フランスの主張

大陸棚条約は両国間には有効ではなく、適用されるのは同条約第6条が言うところの等距離原則ではなく自然延長原則や衡平原則である。もし仮に大陸棚条約が両国間に適用されるのだとしてもフランスは条約批准に際して第6条が適用されない旨を宣言しているため第6条は適用されない。そしてもし仮に大陸棚条約第6条が適用されるのだとしても、チャンネル諸島や大西洋には「特別な事情」が存在するため等距離原則は適用されない。

### 仲裁判決
|                                                                |                                                                 |
| 仲裁判決による大陸棚の境界線。チャンネル諸島周辺の境界は点線。 |                                                                 |
| 各点の座標                                                     |                                                                 |
| A                                                              | 北緯50度07分29秒 西経0度30分00秒 / 北緯50.12472度 西経0.50000度 |
| B                                                              | 北緯50度08分27秒 西経1度00分00秒 / 北緯50.14083度 西経1.00000度 |
| C                                                              | 北緯50度09分15秒 西経1度30分00秒 / 北緯50.15417度 西経1.50000度 |
| D                                                              | 北緯50度09分14秒 西経2度03分26秒 / 北緯50.15389度 西経2.05722度 |
| D1                                                             | 北緯49度57分50秒 西経2度48分24秒 / 北緯49.96389度 西経2.80667度 |
| D2                                                             | 北緯49度46分30秒 西経2度56分30秒 / 北緯49.77500度 西経2.94167度 |
| D3                                                             | 北緯49度38分30秒 西経3度21分00秒 / 北緯49.64167度 西経3.35000度 |
| D4                                                             | 北緯49度33分12秒 西経3度34分50秒 / 北緯49.55333度 西経3.58056度 |
| E                                                              | 北緯49度32分42秒 西経3度42分44秒 / 北緯49.54500度 西経3.71222度 |
| F                                                              | 北緯49度32分08秒 西経3度55分47秒 / 北緯49.53556度 西経3.92972度 |
| F1                                                             | 北緯49度27分40秒 西経4度17分54秒 / 北緯49.46111度 西経4.29833度 |
| G                                                              | 北緯49度27分23秒 西経4度21分46秒 / 北緯49.45639度 西経4.36278度 |
| H                                                              | 北緯49度23分14秒 西経4度32分39秒 / 北緯49.38722度 西経4.54417度 |
| I                                                              | 北緯49度14分28秒 西経5度11分00秒 / 北緯49.24111度 西経5.18333度 |
| J                                                              | 北緯49度13分22秒 西経5度18分00秒 / 北緯49.22278度 西経5.30000度 |
| K                                                              | 北緯49度13分00秒 西経5度20分40秒 / 北緯49.21667度 西経5.34444度 |
| L                                                              | 北緯49度12分10秒 西経5度40分30秒 / 北緯49.20278度 西経5.67500度 |
| M                                                              | 北緯49度12分00秒 西経5度41分30秒 / 北緯49.20000度 西経5.69167度 |
| N                                                              | 北緯48度06分00秒 西経9度36分30秒 / 北緯48.10000度 西経9.60833度 |

- 大陸棚条約第6条について

大陸棚条約では第1条から第3条までを除き留保を宣言することを認めているため、フランスが留保を行ったことによって大陸棚条約の当事国となることを妨げることはできないが、しかし条約の当事国は他国による留保をいかなるときも受諾しなければならないわけでもない。ところがイギリスは大陸棚条約が両国間に有効な条約であることを認めており、イギリスによるフランス留保への異議表明は大陸棚条約の適用を排除する意図のものではなかったといえる。そのため大陸棚条約は本件に有効であるが、フランスが留保を行った範囲内でのみ同条約第6条は適用されない。本件においてフランスの留保が影響するのはチャンネル諸島周辺のグランビル湾のみで、その範囲内では慣習国際法が適用される。それ以外の海域に対しては大陸棚条約第6条が適用される。慣習国際法は大陸棚条約第6条解釈のための本質的な手段である。同第6条は等距離原則と「特別な事情」を規定したが、これらは衡平原則に従った大陸棚の境界画定を目指す単一の規則であり、相反するものではない。大陸棚条約第6条は等距離・中間線以外に具体的な境界画定方法を定めていないため、衡平な境界画定のためには、地理的その他の事情に照らして評価される。
- 北海大陸棚事件国際司法裁判所判決について

北海大陸棚事件国際司法裁判所では、大陸棚条約第6条に規定された規則が慣習国際法とはなっていない旨が判示された。しかしこれは単一の大陸棚に面して複数の国が隣り合っている場合における判断がなされたにしか過ぎず、大陸棚の境界画定の手段としての等距離原則を軽視していたわけではない。北海大陸棚事件では割り当てられる大陸棚の広さと海岸線の長さとの均衡性が考慮要因のひとつとなったが、通常は等距離線が特殊な地理的特徴や海岸線の形状のもとで境界線が衡平な境界画定であったかどうかを判断する要因のひとつである。
- イギリス海峡

フランスの海岸に近い場所に位置するチャンネル諸島が存在しないのならば、イギリス海峡における大陸棚の境界画定は中間線によって大陸棚を画定することが衡平原則にも合致する。チャンネル諸島はフランス海岸に近いイギリスの属領の島であり、このチャンネル諸島に大陸棚の境界を画定するに際して完全な効果を認めれば、フランスに帰属する大陸棚が不衡平に縮小することになる。そのためチャンネル諸島の存在により、中間線ではなく「特別な事情」による境界画定が必要になる。「特別な事情」による境界画定のため、まず第一次境界線として両国沿岸からの中間線を引く。
次にD-D1-D2-D3-D4の線（右図参照）を結んだ両国の中間線をチャンネル諸島の漁業水域（当時は基線から12海里）を侵食しないように補正した線を、チャンネル諸島周辺海域における大陸棚の境界線とする。またチャンネル諸島周辺海域を除く、西経30度より西で水深1,000メートルまでの両国の大陸棚の境界線は、両国本土の海岸線からの単純な中間線とする。
- 大西洋

この海域においては、中間線を境界線とすることは大陸棚は陸地の自然延長であるとする大陸棚制度と両立しない。イギリスの海岸はフランスより大西洋側に突出しており、イギリス最西点に位置するシリー諸島がフランスのウェサン島よりも西に位置していることから、この海域においてはイギリスの大陸棚がフランス側に侵入する形になる。またこの海域に採用される境界画定方法は両国の本土沿岸と関係した方法とすべきである。シリー諸島とイギリス本土のコーンウォールとの距離は、ウェサン島とフランス本土のフィニステールとの距離の約2倍あることから、衡平な境界画定のため、シリー諸島が境界画定に与える効果は通常の半分とする。

## 合意
1977年10月17日、イギリスはチャンネル諸島の12海里漁業海域の境界に関する仲裁判決の解釈と範囲について申し立てを行った。その結果1977年6月30日の仲裁判決に示されたチャンネル諸島周辺の12海里漁業水域における境界線は、仲裁判決に示された原則と違うものであったことが認められ、1978年3月14日に仲裁裁判所は漁業水域の境界線を修正する判決を下した。その後1983年にイギリス=フランス間で協定が締結され、問題の海域における境界画定問題は解決した。

## 先例として
すでに述べたようにこの英仏大陸棚事件仲裁判決は、大陸棚の境界画定に関する判例としては1969年の北海大陸棚事件国際司法裁判所(ICJ)判決に続く判例であり、実際に仲裁裁判所は判決の中で北海大陸棚事件で示された判断を先例として参照している。この英仏大陸棚事件の後も1982年のチュニジア・リビア大陸棚事件ICJ判決、1985年のリビア・マルタ大陸棚事件ICJ判決、1985年のギニア・ギニアビサウ海域境界画定事件仲裁判決、1999年のエリトリア・イエメン間の仲裁判決と、海域の境界画定に関する判例は積み重ねられていく。これらの判例から大陸棚の境界画定に関しての画定的な原則を導き出すことは難しいが、これらの判例において判断材料とされているのは、例えば本件で問題となった係争海域における島の存在、海岸の長さ、陸地の境界線からの継続、といった地理的要因が重視される傾向にある。等距離原則は境界画定のための義務的な方法とはされてこなかったが、この英仏大陸棚事件のように境界画定の過程で暫定的に等距離・中間線が用いられ、他の事情を考慮に入れてその中間線を修正したものが境界線として設定される場合が多い。1973年から行われた第3次国連海洋法会議では、大陸棚の境界画定は等距離・中間線によってなされるべきと主張する等距離原則派の国々と、等距離・中間線のみによって境界画定を行うと海岸の地形によっては不衡平な結果が生じうるため境界画定は衡平原則によって行うべきとする衡平原則派の国々との間で対立があり、等距離原則と衡平原則双方に中立的に言及した条文案も両陣営から反対された結果、1982年に採択された国連海洋法条約第83条第1項は最終的に大陸棚の境界画定の原則が等距離原則なのか衡平原則なのか明示しない形の条文とせざるを得なかったが、この点に関してこの英仏大陸棚事件仲裁判決では、問題の海域の大陸棚境界画定のためには等距離原則と衡平原則が不可分の原則と判断されたのである。